# Бисерна гурамија
Бисерна гурамија (лат. Trichopodus leerii) је врста гурамије која живи у јужној Азији.
Ова риба расте до 12 cm, тело је браон-сиве боје, прекривено бисерним шарама са црном линијом која се протеже од главе рибе и постепено се сужава до репа. Позната је још као и мозаична гурамија. Мужјаци су већи и шаренији од женки. Њихов доњи део тела је наранџасте боје, како дише та боја постаје светлија и служи да привуче женку. Мужјаци такође имају и наранџасте делове на перајима, изузетак је каудално пераје. Мужјаци имају и дужа пераја од женки и израженији су му дорзално и анално пераје.

## Опште карактеристике
Бисерна гурамија једна је од најлепших врста акваријумских рибица које су прилагођене животу у слаткој води. Живе у низијским мочварама Малезије, Тајланда и Индонезије (на острвима Борнео и Суматра). Воде у којима можемо наћи ову врсту рибе су плитке, топле и богате вегетацијом. Бисерне гурамије расту до 12 cm.

## Физичка грађа
Тело им карактеристичног облика смеђе-сребрнкасте боје са мноштвом светлих, плавих или тиркизних тачака, попут бисера. Једна црна линија протеже се средином тела од уста, преко ока све до корена репног пераја. Ова линија временом бледи код одраслих примерака. Стомак одраслог мужјака је јарко наранџаст, ова боја се шири и на анално пераје. Леђно пераје је код мужјака извучено у шпиц, дуже него код женке. Прави украс им је и велико анално пераје које је попут плашта, код женки је ово пераје много мање. Своју праву боју добијају тек са стицањем полне зрелости. Младе бисерне гурамије су прилично неугледне и немају лепе и каракеристичне боје које се могу видети на одраслим јединкама.

## Исхрана
Бисерна гурамија припада сваштоједима. Храни се углавном сувом храном која јој је лако доступна у мочварним пределима. Такође храни се и разноразним инсектима као и ларвама комараца.

## Узгој
Бисерна гурамија помоћу мехурића гради гнездо тако што користи биљке које помажу да се други балони вежу. Ниво воде би требало да буде спуштен до 20 cm у току мрешћења, док би температура воде требало да буде око 28 степени и pH вредност око 7. После размножавања обе одрасле рибе не смеју да се држе заједно. Из јаја се излегу након два дана и почну да пливају после три дана. Када почну да пливају слободно, хране се ситним организмима и шкампима, а после недељу дана почињу да се хране са пахуљицама са дна. Смрзнуто-суве таблете такође могу да буду храна старијим рибама.
Температура треба да буде висока и са мирном (стајаћом) водом. Пошто удишу ваздух филтрација им није потребна.
Бисерна гурамија има веома необични и леп плес за парење. Мужјак прави гнездо од малих и дуготрајних мехурића. Док женка заузима место испод тог гнезда, а мушкарац обавија своје тело јако(тесно) око ње одоздо као да је држи. Женкино тело подрхтава док избацује неколико јаја. Касније мужјак пушта женку и купи јаја у своја уста док она полако тону, а онда та јаја ставља у гнездо са мехурићима. Овај поступак се понавља неколико пута све док женка не заврши са излагањем јаја.
Младунци су мали у приплодним јајима. Мужјак преузима одговорност за младунце, спашава их и враћа их Назад у гнездо ако испадну из њега. Неки младунци расту брже од других и као храна им могу послужити друге рибе из истог окота.

## Размножавање
Бисерна гурамија размножава се овипарно. Полаже јаја (икру) у топлим мочварним пределима. Број икри може бити и преко хиљаду, млади су веома ситни, расту неуједначено, склони су канибализму и често опстане само мали број преживелих рибица. Код полно зрелих риба може доћи до одмеравања снага међу мужјацима и јурења за женкама.

## Живот у акваријуму
Бисерна гурамија врло се често може видети код многих узгаивача акваријумских рибица. Врло је лака за одржавање и не захтева много пажње. Припада једној од најмирнијих врста акваријумске рибице. Идеална им је температура од 24-30 °C, а pH вредност воде треба да буде од 6-8. Бисерној гурамији потребан је акваријум од минимум 60 литара, међутим препоручује се више од 100 литара како би рибица несметано могла да плива. Акваријум за гурамије треба бити богат биљем, како би се рибице понашале природно. Мирољубиве су по природи и одговара им друштво других мирних риба. У присуству агресивних риба или веома брзих пливача постају плашљиве и почињу да се крију.